# Bernardo II de Sajonia
Bernardo II (h. 995 - 29 de junio de 1059) fue el duque de Sajonia entre 1011 y 1059, el tercero de la dinastía Billung como hijo de Bernardo I e Hildegarda. Además de su cargo en Sajonia, tenía derechos condales en Frisia.
Bernardo expandió los poderes del duque en Sajonia y está considerado como el más grande de los Billung. Al principio apoyó al emperador Enrique II y lo acompañó a Polonia para negociar la paz de Bautzen de 1018. En 1019-1020, sin embargo, se rebeló contra Enrique y ganó el reconocimiento de las leyes tribales de Sajonia, algo que su padre no había conseguido. Entonces volvió a guerrear con los obodritas y los Lutici (dos tribus eslavas) y los arrastró a su esfera de influencia a través de su líder Gottschalk.
Apoyó al emperador Conrado II en 1024 y su hijo Enrique III, aunque empezó a temer a este último por su cercanía al arzobispo Adalberto de Bremen, a quien consideraba un espía e inveterado enemigo de los duques de Sajonia. Aunque fue un aliado decisivo de los danos, que proporcionaban apoyo fundamental a las guerras de Enrique en los Países Bajos, Bernardo estuvo al borde de una rebelión hasta la muerte de Adalberto. El resto de su reinado, sin embargo, fue tranquilo. 
En 1045, erigió el Alsterburg en Hamburgo. Murió en 1059 y le sucedió sin incidentes su hijo Ordulfo. Está enterrado en la iglesia de San Miguel de Luneburgo.

## Matrimonio y descendencia
Bernardo II, duque de Sajonia, se casó con Eilika de Schweinfurt, hija de Enrique de Schweinfurt. Tuvieron estos hijos:
- Gertrudis de Sajonia (h. 1030 - 4 de agosto de 1113), que se casó primero con Florencio I, conde de Holanda, y luego con Roberto I, conde de Flandes
- Ordulfo, duque de Sajonia (h. 1020 - 28 de marzo de 1072), quien se casó con Ulfhilda o Wulfhilda de Noruega (h. 1023 - 24 de mayo de 1070), hija del rey Olaf II (San Olaf) de Noruega y su esposa la reina Astrid
- Herman
- Ida de Sajonia, que se casó con Alberto III, conde de Namur